# Hoquiam
Hoquiam és una població dels Estats Units a l'estat de Washington. Segons el cens del 2000 tenia 9.097 habitants.

## Demografia
Segons el cens del 2000, Hoquiam tenia 9.097 habitants, 3.640 habitatges, i 2.245 famílies. La densitat de població era de 383 habitants per km².
Dels 3.640 habitatges en un 31,8% hi vivien nens de menys de 18 anys, en un 41,8% hi vivien parelles casades, en un 14,7% dones solteres, i en un 38,3% no eren unitats familiars. En el 31,6% dels habitatges hi vivien persones soles el 15,4% de les quals corresponia a persones de 65 anys o més que vivien soles. El nombre mitjà de persones vivint en cada habitatge era de 2,47 i el nombre mitjà de persones que vivien en cada família era de 3,09.
Per edats la població es repartia de la següent manera: un 27,4% tenia menys de 18 anys, un 8,6% entre 18 i 24, un 26,6% entre 25 i 44, un 22% de 45 a 60 i un 15,3% 65 anys o més.
L'edat mediana era de 36 anys. Per cada 100 dones de 18 o més anys hi havia 89,3 homes.
Entorn del 16,1% de les famílies i el 19% de la població estaven per davall del llindar de pobresa.

## Poblacions més properes
El següent diagrama mostra les poblacions més properes.

## Fills il·lustres
- George Herbert Hitchings (1905 - 1998) bioquímic, Premi Nobel de Medicina o Fisiologia de l'any 1988.